# Метилмалонова киселина
Метилмалоновата киселина (английски: methylmalonic acid) е химично съединение от групата на дикарбоксилните киселини. Състои се от основната структура на малоновата киселина и също така носи метилова група. Солите на метилмалоновата киселина се наричат метилмалонати.

## Метаболизъм
Метилмалоновата киселина е страничен продукт на метаболитния път на пропионата. Изходните източници за това са следните, като в скоби са посочени съответните приблизителни дялове в пропионатния метаболизъм на цялото тяло:
- незаменими аминокиселини: метионин, валин, треонин и изолевцин[4] (~ 50%)[3]
- мастни киселини с нечетна верига[4] (~ 30 %)[3]
- пропионова киселина от бактериална ферментация[4] (~ 20%)[3]
- странична верига на холестерола[4]
- тимин[5]

Производното на пропионата, пропионил-КоА, се превръща в D-метилмалонил-КоА от пропионил-КоА карбоксилаза и след това се превръща в L-метилмалонил-КоА от метилмалонил-КоА епимераза. Влизането в цикъла на Кребс става чрез превръщането на L-метилмалонил-КоА в сукцинил-КоА от L-метилмалонил-КоА мутаза, като витамин В12 под формата на аденозилкобаламин е необходим като кофактор. Този път на разграждане от пропионил-КоА до сукцинил-КоА представлява един от най-важните анаплеротични пътища на цикъла на Кребс. Метилмалонова киселина се образува като страничен продукт на този метаболитен път, когато D-метилмалонил-КоА се разцепва на метилмалонова киселина и KoA от D-метилмалонил-КоА хидролаза. Ензимът семеен член 3 на ацил-КоА синтетазите (acyl-CoA synthetase family member 3, ACSF3) от своя страна е отговорен за превръщането на метилмалонова киселина и КоА в метилмалонил-КоА.
Вътреклетъчните естерази са способни да отстранят метиловата група (-CH3) от метилмалоновата киселина и по този начин да генерират малонова киселина.

## Клинично значение

### Дефицит на витамин В12
Повишените нива на метилмалонова киселина могат да показват недостиг на витамин В12. Тестът е много чувствителен (при тези с дефицит на витамин В12 почти винаги има повишени нива), но не много специфичен (при тези, които нямат дефицит на витамин В12, също може да има повишени нива). Метилмалоновата киселина е повишена при 90-98% от пациентите с дефицит на витамин В12. Тя има по-ниска специфичност, тъй като 20-25% от пациентите над 70-годишна възраст имат повишени нива на метилмалонова киселина, но 25-33% от тях нямат дефицит на В12. По тази причина изследването на нивата на метилмалонова киселина не се препоръчва рутинно при възрастни хора.

### Метаболитни заболявания
Излишъкът се свързва с метилмалонови ацидемии.
Ако повишените нива на метилмалонова киселина са придружени от повишени нива на малонова киселина, това може да означава метаболитно заболяване - комбинирана малонова и метилмалонова ацидурия (combined malonic and methylmalonic aciduria, CMAMMA). Чрез изчисляване на съотношението на малонова киселина към метилмалонова киселина в кръвната плазма CMAMMA може да се разграничи от класическата метилмалонова ацидемия.

### Рак
Освен това натрупването на метилмалонова киселина в кръвта с възрастта е свързано с прогресията на туморите през 2020 г.

### Бактериален свръхрастеж в тънките черва
Свръхрастежът на бактерии в тънките черва също може да доведе до повишаване на нивата на метилмалонова киселина поради конкуренцията на бактериите в процеса на усвояване на витамин В12. Това важи за витамин В12 от храната и оралните добавки и може да бъде заобиколено чрез инжекции с витамин В12. От проучвания на случаи на пациенти със синдром на късото черво също така се предполага, че свръхрастежът на чревни бактерии води до повишено производство на пропионова киселина, която е предшественик на метилмалоновата киселина. Доказано е, че в тези случаи нивата на метилмалоновата киселина се нормализират с прилагането на метронидазол.

## Измерване
Концентрацията на метилмалонова киселина в кръвта се измерва чрез газова хроматографска масспектрометрия или течна хроматографска масспектрометрия (LC-MS), като очакваните стойности на метилмалонова киселина при здрави хора са между 73 и 271 nmol/L.